# Energetika Ljubljana
Javno podjetje Energetika Ljubljana, d.o.o. (krajše le Energetika Ljubljana) je javno podjetje (družba z omejeno odgovornostjo), ki deluje v sklopu holdinga Javni holding Ljubljana in oskrbuje Ljubljano z različnimi energetskimi surovinami (para, vroča voda, zemeljski plin, električna energija). 
Je največji toplotni oskrbovalni sistem v Sloveniji.
Trenutni direktor je Samo Lozej, medtem ko je tehnični direktor dr. Marko Agrež.

## Zgodovina
Podjetje je bilo ustanovljeno leta 1981 z združitvijo Plinarne in Komunalne energetike Ljubljana. Sedanje ime in organizacijsko obliko je podjetje dobilo leta 1991.
Leta 1994 je podjetje vstopilo v Javni holding Ljubljana.
Leta 2010 je podjetje kupilo 42,55-odstotni delež Termoelektrarne Toplarna Ljubljana in leta 2013 je toplarna postala 100 % last Energetike Ljubljana. Januarja 2014 je bila toplarna pripojena k matičnemu podjetju.